# دستگاه خون‌ساز
دستگاه خون‌ساز (به انگلیسی: Haematopoietic system)، دستگاهی در بدن است که در ایجاد سلول‌های خونی نقش دارد.
پیوند سلول‌های بنیادی (مغز استخوان) پیوندی است که برای جایگزینی سلول‌های بنیادی خون‌ساز پیش‌ساز در نظر گرفته شده‌است.
اغلب برای بیماران دچار سرطان‌های خاص خونی یا مغز استخوان مانند مولتیپل میلوما یا سرطان خون انجام می‌شود. در این موارد، سیستم ایمنی گیرنده معمولاً با پرتودرمانی یا شیمی‌درمانی پیش از پیوند از بین می‌رود. عفونت و بیماری پیوند در برابر میزبان از عوارض عمده HSCT پیوند دگرژنی هستند.